# Allanblackia floribunda
Allanblackia floribunda ist ein großer Baum aus West-Zentralafrika aus der Familie der Clusiaceae. Er kommt von Kamerun, Nigeria, Benin bis in den Kongo und Uganda vor und wird auch als Talgbaum oder Butterbaum bezeichnet. Der Gattungsname ehrt den schottischen Botaniker Allan Adamson Black (1832–1865).
Allanblackia floribunda wird oft mit Allanblackia parviflora verwechselt.

## Beschreibung
Allanblackia floribunda ist ein bis 30 Meter hoher, immergrüner Baum. Der Stammdurchmesser kann bis zu 150 Zentimeter betragen. Die bräunliche Borke ist leicht schuppig. Die Zweige sind oft hohl. Er führt einen gelblichen Milchsaft.
Die ledrigen, glänzenden Blätter sind gegenständig, kahl und kurz gestielt. Sie sind eiförmig oder verkehrt-eiförmig bis elliptisch und bis zu 25 Zentimeter lang und spitz bis zugespitzt. Die Blattränder sind ganz, die Unterseite und die Mittelvene sind hellgrün. Nebenblätter fehlen.
Allanblackia floribunda ist zweihäusig getrenntgeschlechtlich diözisch. Es werden leicht reduzierte, endständige Trauben oder Rispen gebildet. Die großen Blüten erscheinen aber auch nur bis zu zweit in den Blattachseln. Die fünfzähligen, lang gestielten und duftenden Blüten mit doppelter Blütenhülle, sind rosafarben bis rötlich, selten weiß mit grünen Kelchblättern. Die männlichen Blüten haben viele Staubblätter in fünf, keulenförmigen Bündeln, die Antheren sitzen innen oben, dicht aneinander. Die männlichen Blüten haben einen sternförmigen Diskus mit faltigen Drüsen. Die weiblichen Blüten haben einen oberständigen, unvollständig fünfkammerigen Fruchtknoten mit sitzender, radialer und fünflappiger Narbe und einige kleine Staminodien, es sind fünf große Nektardrüsen vorhanden.
Es werden sehr große, eiförmige bis ellipsoide, bräunliche Beeren gebildet, sie können bis zu 20–50 Zentimeter groß werden. Sie haben fünf mehr oder weniger sichtbare Längsrillen, Seiten. Die bis zu 40–80 großen und schweren Samen, in einer gelb-rötlichen, schleimigen Pulpe, sind eiförmig oder rundlich bis ellipsoid und bis 3–4 Zentimeter lang, mit einem rötlichen Arillus. 100 Samen wiegen etwa 1 Kilogramm.

## Verwendung
Aus den Samen kann ein Fett gewonnen werden, Bouandja(o)fett, -butter oder Allanblackia-Öl, -Fett, oder -Butter. Die Pulpe ist essbar und wird zu Marmelade und Gelee verarbeitet. Ähnlich sind die Fette und Früchte von Allanblackia parviflora und Allanblackia stuhlmannii.
Die Rinde wird medizinisch verwendet.